# Wilhelm Beiglböck
Prof. Dr. Wilhelm Beiglböck (10 de outubro de 1905 — 22 de novembro de 1963) foi um médico que trabalhou para a Luftwaffe durante a Segunda Guerra Mundial.
Foi membro do NSDAP e da SA, sendo um Obersturmbannführer. Fez parte do grupo que realizava experimentos humanos.
Beiglboeck participou do Processo contra os médicos em Nuremberg. Foi considerado culpado e teve sentença de 15 anos de prisão. Alguns anos depois, sua pena foi revista e passou para 10 anos.